# Hıdırbeyli, Fatsa
Hıdırbeyli là một xã thuộc huyện Fatsa, tỉnh Ordu, Thổ Nhĩ Kỳ. Dân số thời điểm năm 2010 là 74 người.